# Reinhard van Zyl
Reinhard van Zyl (Sudáfrica, 4 de febrero de 1994) es un atleta sudafricano especializado en la prueba de lanzamiento de jabalina, en la que consiguió ser campeón mundial juvenil en 2011.

## Carrera deportiva
En el Campeonato Mundial Juvenil de Atletismo de 2011 ganó la medalla de oro en el lanzamiento de jabalina, llegando hasta los 82.96 metros que fue su mejor marca personal, superando a su paisano sudafricano Morné Moolman (plata con 80.99 metros) y al chino Zhang Guisheng (bronce con 77.62 metros).